# Danio jaintianensis
Danio jaintianensis är en fiskart som först beskrevs av Nibedita Sen 2007.  Danio jaintianensis ingår i släktet Danio och familjen karpfiskar. IUCN kategoriserar arten globalt som sårbar. Inga underarter finns listade i Catalogue of Life.